# Jay and Silent Bob Strike Back
Jay and Silent Bob Strike Back er en komedie fra 2001 skrevet og instrueret af Kevin Smith. Filmen er den femte i Smiths række af filmer fra New Jersey, og har bi-figurene Jay and Silent Bob fra de forrige film som hovedfigurerne. Filmen blev skrevet af Smith til Jason Mewes, som spiller Jay, som motivation for at han skulle droppe sit heroin- og Oxycontinmisbrug. Filmen er også en gavepakke til Smiths fans, med en mængde referencer til tidligere film og gæsteoptrædener fra Smiths skuespillervenner. 
Filmen fik en R-rating i USA på grund af dens hårde sprogbrug, samt holdninger om sex, vold og narkotika.
Titlen og logoet til Jay og Silent Bob Strike Back er en direkte reference til Star Wars filmen, The Empire Strikes Back.

## Handling
Jay og Silent Bob opdager at Miramax Films vil lave en film baseret på tegneserien Bluntman & Chronic, en tegneserie som er baseret på dem selv. De opdager også på Internettet at filmen bliver kritiseret af filmfans. De bestemmer sig for at tage til Hollywood for at stoppe produktionen med deres navne, eller i hvert fald få pengene de mener de har krav på.
Undervejs støder de på en dyreværngruppe kaldet K.L.I.T.T. som de blaffer med, bestående af fire kvinder, bestående af Justice (Shannon Elizabeth), Sissy (Eliza Dushku), Missy (Jennifer Schwalbach), and Chrissy (Ali Larter); og en mand, Brent (Sean William Scott), på vej for at frigøre en orangutang fra et dyre-testnings-laboratorium. Men organisationen er bare en falsk gruppe, egentlig er de fire kvinder en smykketyve-bande og manden bare et offerlam. Jay får kastet manden ud efter at han narrer ham til at sige at han godt kunne tænke sig at have sex med et får, for at komme nærmere indtil Justice, en af pigerne Jay forelsker sig i.
Jay og Silent Bob bliver ladt i stikken og får skylden for indbruddet. Sammen med orangutangen fra laboratoriet tager de videre til Hollywood med vilddyrsmarshallen Willenholly (Will Ferrell) i hælene.

## Roller
- Jason Mewes – Jay
- Kevin Smith – Silent Bob
- Shannon Elizabeth – Justice
- Will Ferrell – Federal Wildlife Marshal Willenholly
- Eliza Dushku – Sissy
- Ali Larter – Chrissy
- Jennifer Schwalbach Smith – Missy
- Ben Affleck – Holden McNeil/sig selv
- Matt Damon – sig selv
- Chris Rock – Chaka Luther King
- Brian O'Halloran – Dante Hicks
- Jeff Anderson – Randal Graves
- Jamie Kennedy – Chakas produktionsassistent
- Jason Lee – Brodie Bruce / Banky Edwards
- Wes Craven – sig selv
- Mark Hamill – sig selv (Cock-Knocker) / Scooby-Doo
- Gus Van Sant – sig selv
- Diedrich Bader – Miramax sikkerhedsvagt Gordon
- Seann William Scott – Brent
- Alanis Morissette – «That Woman»
- George Carlin – blaffer
- Carrie Fisher – nonne
- Judd Nelson – sherif
- Jon Stewart – Reg Hartner
- Shannen Doherty – sig selv
- Tracy Morgan – Pumpkin Escobar
- Jason Biggs – sig selv / Silent Bob-skuespiller
- James Van Der Beek – sig selv / Jay-skuespiller

## Trivia
- Dette var den første film Mark Hamill og Carrie Fisher medvirkede sammen i siden Star Wars Episode VI: Jediridderen vender tilbage. Men de to viste ikke om den anden før flere uger efter at filmningen var ovre.
- Heather Graham takkede nej til rollen som Justice siden hun ikke forstod hvorfor hun kunne blive forelsket i Jay. Shannon Elizabeth, som fik rollen, prøvede egentlig at få en mindre rolle, men Smith blev så imponeret over hende at han gav henne denne i stedet.
- Navnet til Marshall Willenholly er inspireret af hovedpersonerne i serien Land of the Lost, Marshall, Will og Holly.
- Brugernavnet «Magnolia Fan», som er en af Bluntman & Chronics argeste kritikere, er inspireret af en diskussion Kevin Smith havde med Paul Thomas Anderson om sine fans om Magnolia på hans hjemmeside.
- Da Jay og Silent Bob er hos Miramax, kan man se en film om figuren Daredevil blive indspillet i baggrunden. Ham som spiller instruktøren er Mark Steven Johnson, som også endte med at instruere filmen to år senere.
- Smith overvejede at lade Seth Green spille Jay i Bluntman & Chronic-filmen. Universal ville have Green til at spille Jay i Mallrats, i stedet for Jason Mewes.
- Silent Bob som baby bliver spillet af Smiths datter Harley Quinn.
- Siden Ben Affleck spillede Holden fra Chasing Amy i filmen, ville Smith bruge andre skuespillere til at spille Affleck og Matt Damon i Good Will Will Hunting-opfølgeren Jay og Silent Bob snubler over. Han overvejede både Vince Vaughn & Jim Favreau og Shawn Wayans & Marlon Wayans, før han gik til Affleck og Damon.
- Ordet fuck anvendes 228 gange

## Soundtrack
Music from the Dimension Motion Picture Jay and Silent Bob Strike Back, soundtracket til filmen blev udgivet den 14. august i 2001 af Universal Records. Det indeholder filmdialog med sange af adskillige genre, der optræder i filmen. Det indeholder også Afromans hit, "Because I Got High" fra 2001, hvor Jay og Silent Bob er med i musikvideoen til sangen.

### Sporliste
1. Interlude: Cue Music – Jason Lee som Brodie Bruce – 0:03
2. "Jay's Rap 2001" – Jason Mewes som Jay – 0:32
3. "Kick Some Ass" – Stroke 9 – 4:05
4. Holden on Affleck – Ben Affleck som Holden McNeil – 0:28
5. "Tube of Wonderful" – Dave Pirner – 1:45
6. Cyber Savvy – Ben Affleck & Jason Mewes as Holden & Jay – 0:07
7. "Choked Up" – Minibar – 2:58
8. Doobie Snacks – Jason Mewes som Jay – 0:08
9. "Magic Carpet Ride" – Steppenwolf – 2:43
10. Jay & Justice – Shannon Elizabeth & Jason Mewes as Justice & Jay – 0:11
11. "Bad Medicine" – Bon Jovi – 3:55
12. Stealing Monkeys – – 0:08
13. "This Is Love" – PJ Harvey – 3:45
14. Advice From Above – – 0:23
15. "The Devil's Song" – Marcy Playground – 2:52
16. Idiots vs. The Internet – – 0:06
17. "Tougher Than Leather" – Run-D.M.C. – 4:23
18. Willenholly's Woe – Will Ferrell som Willenholly – 0:09
19. "Bullets" – Bob Schneider – 4:22
20. Touching A Brothers Heart – Jason Mewes & Tracy Morgan som Jay & drug dealer – 0:23
21. "Hiphopper" – Thomas Rusiak med Teddybears STHLM – 4:46
22. Two Thumbs Up – Chris Rock som Chaka Luther King – 0:07
23. "Jackass" – Bloodhound Gang – 2:26
24. A Smooth Pimp and A Man Servant – Jason Mewes som Jay – 0:16
25. "Jungle Love" – Morris Day and The Time – 3:03
26. NWP – Chris Rock som Chaka Luther King – 0:14
27. "Because I Got High" – Afroman – 3:18

## Eksterne Henvisninger
- Jay and Silent Bob Strike Back på Internet Movie Database (engelsk)
- Jay and Silent Bob Strike Back på Filmdatabasen
- Jay and Silent Bob Strike Back på Scope
- Jay and Silent Bob Strike Back i Svensk Filmdatabas (svensk)
- Jay and Silent Bob Strike Back på AlloCiné (fransk)
- Jay and Silent Bob Strike Back på MovieMeter (nederlandsk)
- Jay and Silent Bob Strike Back på AllMovie (engelsk)
- Jay and Silent Bob Strike Back hos American Film Institute (engelsk)
- Jay and Silent Bob Strike Back på Turner Classic Movies (engelsk)
- Jay and Silent Bob Strike Back på The Movie Database (engelsk)